# ماندال (سلنگه)
شهرستان ماندال (به زبان مغولی: Мандал сум، [Mandal sum]؛ ᠮᠠᠨᠳᠠᠯ ᠰᠤᠮᠤ، [mandal sumu]) یک شهرستان (سُوم) در مغولستان است که در استان سلنگه واقع شده‌است. این شهرستان پرجمعیت‌ترین شهرستانِ استان بوده، و شامل شهر جون‌خارا نیز می‌شود. ماندال ۴٬۸۴۳٫۷۳ کیلومتر مربع مساحت دارد.

## تقسیمات اداری
شهرستان ماندال متشکل از ۹ قصبه (باغ) می‌باشد، شامل: از این بین، تعداد دو قصبه، منطقهٔ شهریِ اصلیِ شهرِ جون‌خارا را تشکیل داده، و دو تای دیگر از قصبه‌ها در سطح «شهرک (توسغون)» قرار دارند.
- بایان‌آرچات (قصبهٔ روستایی)(مغولی: Баян-Арцат баг، [Bajan-Arcat bag]؛ ᠪᠠᠶᠠᠨ ᠠᠷᠴᠠᠲᠤ ᠪᠠᠭ، [bayan arčatu baɣ])
- بایان‌خانغای (قصبهٔ روستایی)(مغولی: Баянхангай баг، [Bajanxangaj bag]؛ ᠪᠠᠶᠠᠨ ᠬᠠᠩᠭ᠋ᠠᠢ ᠪᠠᠭ، [bayan qaŋɣai baɣ])
- بایان‌سودال (قصبهٔ روستایی)(مغولی: Баянсуудал баг، [Bajansuudal bag]؛ ᠪᠠᠶᠠᠨ ᠰᠠᠭᠤᠳᠠᠯ ᠪᠠᠭ، [bayan saɣudal baɣ])
- تارنی (قصبهٔ روستایی)(مغولی: Тарни баг، [Tarni bag]؛ ᠲᠠᠷᠨᠢ ᠪᠠᠭ، [tarni baɣ])
- تیمورجام (راه‌آهن)(قصبهٔ شهری)(مغولی: Төмөр зам баг، [Tömör zam bag]؛ ᠲᠡᠮᠥᠷ ᠵᠠᠮ ᠪᠠᠭ، [temür jam baɣ])
- تونخِل (قصبهٔ شهرکی)(مغولی: Түнхэл баг، [Tünxel bag]؛ ᠲᠦᠩᠬᠦᠯ ᠪᠠᠭ، [tüŋkül baɣ])
- خِرخ (قصبهٔ شهرکی)(مغولی: Хэрх баг، [Xerx bag]؛ ᠬᠡᠷᠬᠡ ᠪᠠᠭ، [kerke baɣ])
- شیرخِنچِگ (قصبهٔ شهری)(مغولی: Ширхэнцэг баг، [Širxenceg bag]؛ ᠰᠢᠷᠬᠡᠨᠴᠡᠭ ᠪᠠᠭ، [širkenčeg baɣ])
- مینجین‌خانغای (قصبهٔ روستایی)(مغولی: Минжийн хангай баг، [Minžijn xangaj bag]؛ ᠮᠢᠨᠵᠢ ᠢᠢᠨ ᠬᠠᠩᠭᠠᠢ ᠪᠠᠭ، [minji-yin qaŋɣai baɣ])